# San Vittorino

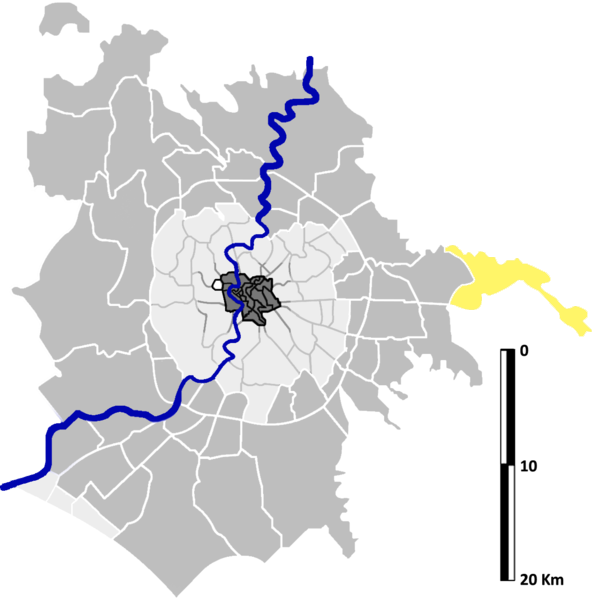
Localisation de San Vittorino sur la carte administrative de Rome.

San Vittorino est une zona di Roma (zone de Rome) située à l'est de Rome dans l'Agro Romano en Italie. Elle est désignée dans la nomenclature administrative par Z.XI et fait partie des Municipio VI. Sa population est de 7 419 habitants répartis sur une superficie de 28,66 km2.

## Géographie
Cette zone de Rome, la plus éloignée de la ville (30 km) et est contigüe aux communes de Tivoli, San Gregorio da Sassola, Poli, Castel San Pietro Romano, Palestrina, Gallicano nel Lazio, Zagarolo, et Monte Compatri. L'altitude moyenne de la zone est à 150 mètres.

## Histoire
San Vittorino doit son nom à l'évêque martyr romain Victorin d'Albano.

## Lieux particuliers

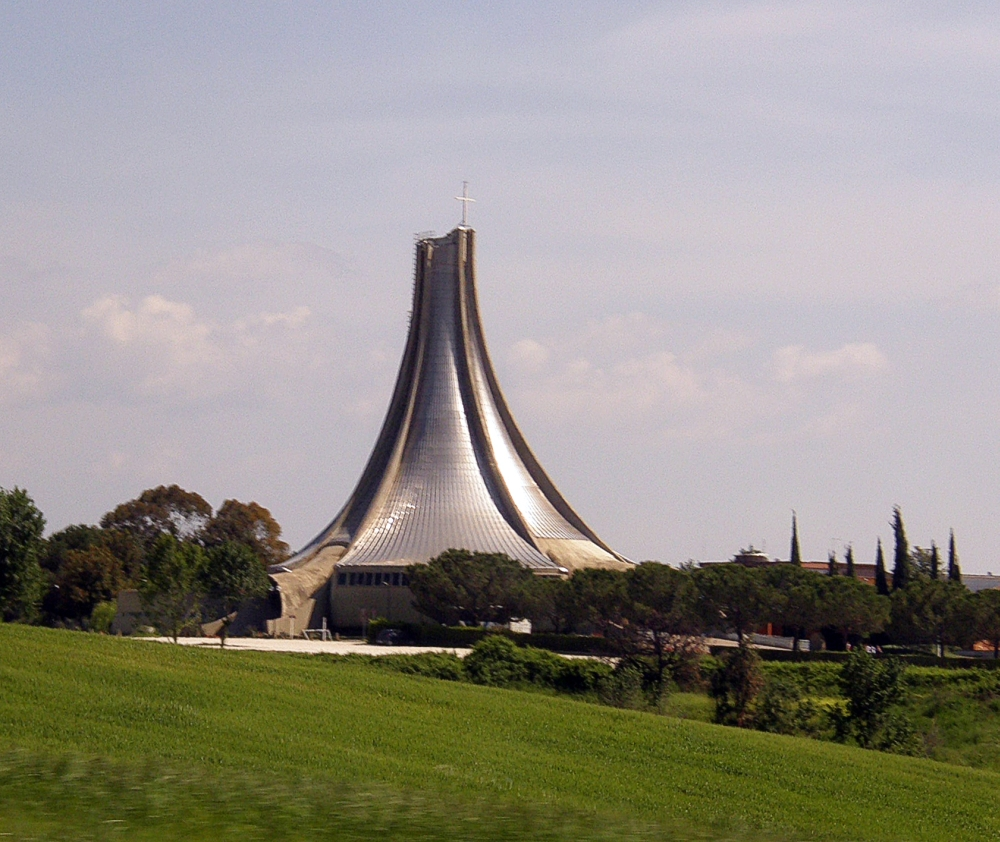
Le sanctuaire Nostra Signora di Fatima.

- Le sanctuaire Nostra Signora di Fatima
- Église San Vittorino (faisant partie du diocèse de Tivoli)
- Église San Michele Arcangelo